# Coupe d'Angleterre de football 1954-1955
Navigation
Coupe d'Angleterre 1953-1954 Coupe d'Angleterre 1955-1956
La Coupe d'Angleterre de football 1954-1955 est la 74e édition de la Coupe d'Angleterre de football. 
Newcastle United remporte sa sixième Coupe d'Angleterre de football au détriment de Manchester City sur le score de 3-1 au cours d'une finale jouée dans l'enceinte du stade de Wembley à Londres.

## Quarts de finale
| 12 mars 1955 | Notts County | 0 – 1 | York City |  |  |
|              |              |       |           |  |  |

| 12 mars 1955 | Sunderland | 2 – 0 | Wolverhampton Wanderers |  |  |
|              |            |       |                         |  |  |

| 12 mars 1955 | Huddersfield Town | 1 – 1 | Newcastle United |  |  |
|              |                   |       |                  |  |  |

| 12 mars 1955 | Birmingham City | 0 – 1 | Manchester City |  |  |
|              |                 |       |                 |  |  |

### Match rejoué
| 16 mars 1955 | Newcastle United | 2 – 0 | Huddersfield Town |  |  |
|              |                  |       |                   |  |  |

## Demi-finales
| 26 mars 1955 | Newcastle United | 1 – 1 | York City | Hillsborough, Sheffield |  |
|              |                  |       |           |                         |  |

| 26 mars 1955 | Manchester City | 1 – 0 | Sunderland | Villa Park, Birmingham |
|              | Clarke          |       |            |                        |

### Match rejoué
| 30 mars 1955 | York City | 0 – 2 | Newcastle United | Roker Park, Sunderland |  |
|              |           |       |                  |                        |  |

## Finale
| Titulaires : |  |
| |  |
| 1 Ronnie Simpson 2 Bobby Cowell 3 Ron Batty 4 Jimmy Scoular (c) 5 Bob Stokoe 6 Tommy Casey 7 Len White 8 Jackie Milburn 9 Vic Keeble 10 George Hannah 11 Bobby Mitchell |  |
| Entraîneur : |  |
| Doug Livingstone |  |

| Titulaires : |  |
| |  |
| 1 Bert Trautmann 2 Jimmy Meadows 3 Roy Little 4 Ken Barnes 5 Dave Ewing 6 Roy Paul (c) 7 Billy Spurdle 8 Joe Hayes 9 Don Revie 10 Bobby Johnstone 11 Paddy Fagan |  |
| Entraîneur : |  |
| Les McDowall |  |

| Titulaires : |  |
| |  |
| 1 Ronnie Simpson 2 Bobby Cowell 3 Ron Batty 4 Jimmy Scoular (c) 5 Bob Stokoe 6 Tommy Casey 7 Len White 8 Jackie Milburn 9 Vic Keeble 10 George Hannah 11 Bobby Mitchell |  |
| Entraîneur : |  |
| Doug Livingstone |  |

| Titulaires : |  |
| |  |
| 1 Bert Trautmann 2 Jimmy Meadows 3 Roy Little 4 Ken Barnes 5 Dave Ewing 6 Roy Paul (c) 7 Billy Spurdle 8 Joe Hayes 9 Don Revie 10 Bobby Johnstone 11 Paddy Fagan |  |
| Entraîneur : |  |
| Les McDowall |  |

| Newcastle United | Manchester City |